# Прапор Горонди
Пра́пор Горо́нди — офіційний символ села Горонда Мукачівського району Закарпатської області, затверджений 21 серпня 2012 року рішенням сесії сільської ради.
Квадратне жовте полотнище з зеленою смугою внизу (ширина смуги 1/5 від ширини полотнища), перед деревом до древка біжить червона лисиця.
Автор — А. Б. Гречило.

## Джерело
- «Знак» № 59 (2013 р.)